# 拉迪沃耶·马尼奇
拉迪沃耶·马尼奇（塞尔维亚西里尔文：Радивоје Манић；1972年1月16日—），塞尔维亚已退役的职业足球运动员，退役前司职前锋。拉迪沃耶·马尼奇曾經擔任過足球教練。

## 國家隊
马尼奇只代表南斯拉夫国家足球队出场一次，那次比賽是1997年6月於首爾奧林匹克主競技場舉行的南斯拉夫與韓國國家男子足球隊的友誼賽，此次比賽雙方以1-1戰平。